# Pseudotrochalus dichrous
Pseudotrochalus dichrous är en skalbaggsart som beskrevs av Gyllenhall 1817. Pseudotrochalus dichrous ingår i släktet Pseudotrochalus och familjen Melolonthidae. Inga underarter finns listade i Catalogue of Life.